# 마이크 서브넥
마이클 크리스토퍼 서브넥(Michael Christopher Cervenak, 1976년 8월 17일 ~ )은 전 KBO 리그 KIA 타이거즈의 외국인 야구 선수이다.
톰 크루즈를 닮은 외모로 주목 받았던 용병이다. 그가 퇴출한 이후 스콧 시볼이 KIA 타이거즈의 새로운 용병이 되었다.